# Anaitides groenlandica
Anaitides groenlandica är en ringmaskart. Anaitides groenlandica ingår i släktet Anaitides och familjen Phyllodocidae. Utöver nominatformen finns också underarten A. g. orientalis.